# إيتلمنس

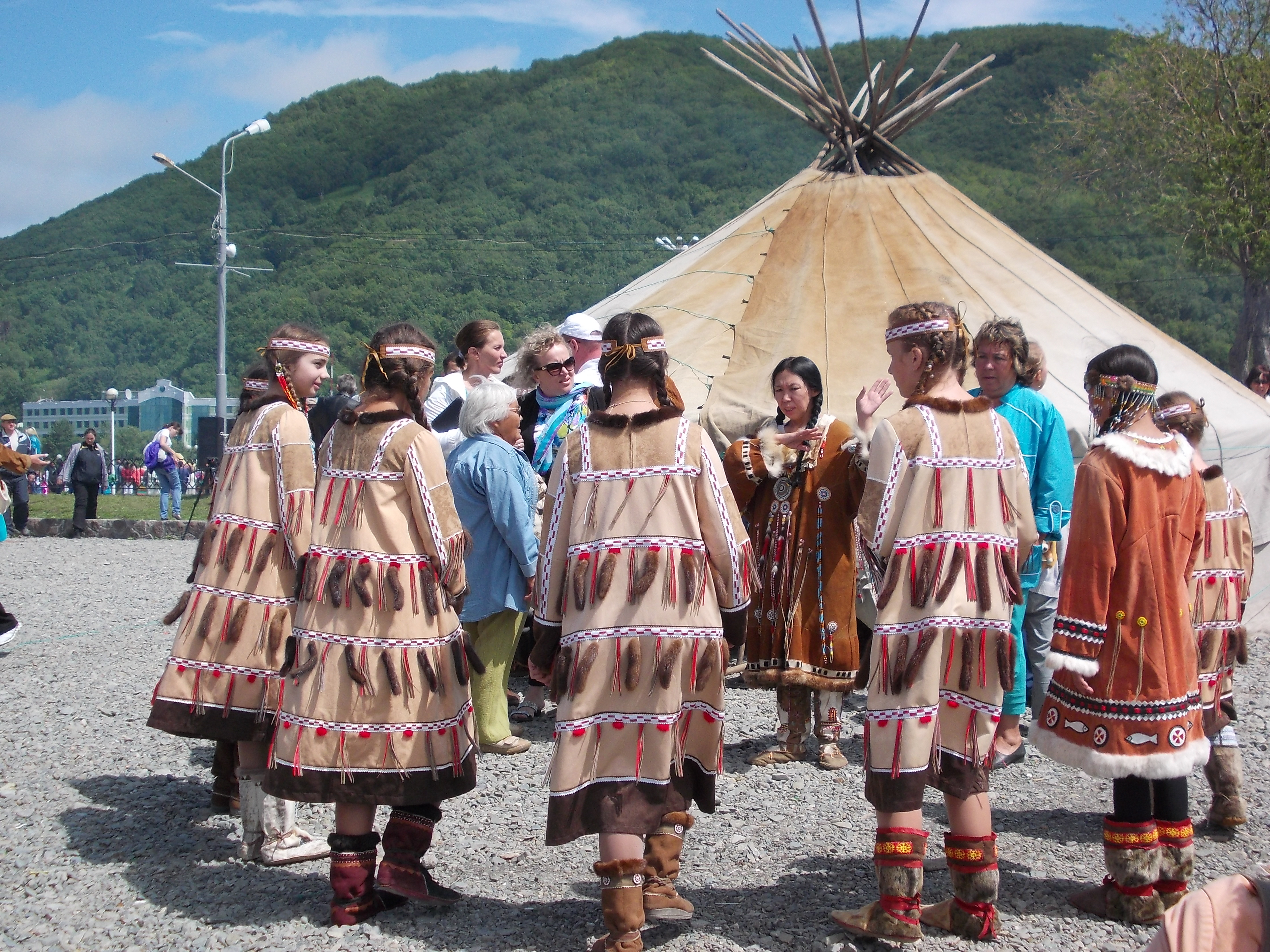
شعب إيتلمنس

إيتلمنس (الروسية: Ительмены) هي مجموعة عرقية، موطنها شبه جزيرة كامتشاتكا في روسيا. يتحدثون لغة إيتلمنس، ولكن اللغة تقريبا انقرضت الآن، وحالياً يتحدث شعب إيتلمنس اللغة الروسية. يقيم شعب إيتلمنس بشكل أساسي في وادي نهر كامتشاتكا في وسط شبه جزيرة كامتشاتكا.

## مجتمع ما قبل الغزو القوزاقي

### هيكل القرية
اتجهت إيتيلمن إلى الاستقرار على طول الأنهار المختلفة لشبه جزيرة كامتشاتكا. في وقت وصول أول قوزاقي إلى شبه الجزيرة، في أوائل خمسينيات القرن السادس عشر، كان عدد القرى يتراوح بين 200 و 300 قرية، ثم انخفض العدد إلى 40 أو 50 على الأكثر بحلول وقت تكوين في عام 1744.

### المنازل

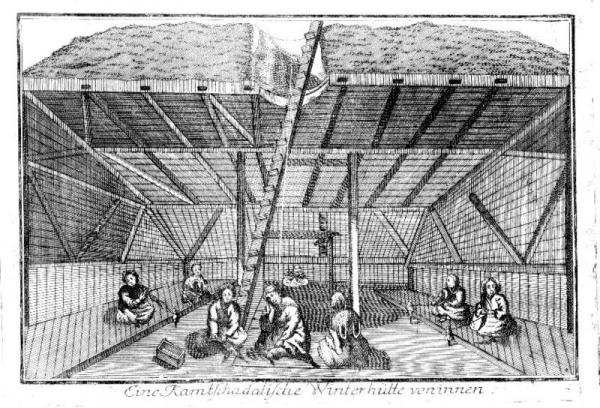
إيتلمن ومسكنهم الشتوي ، 1774

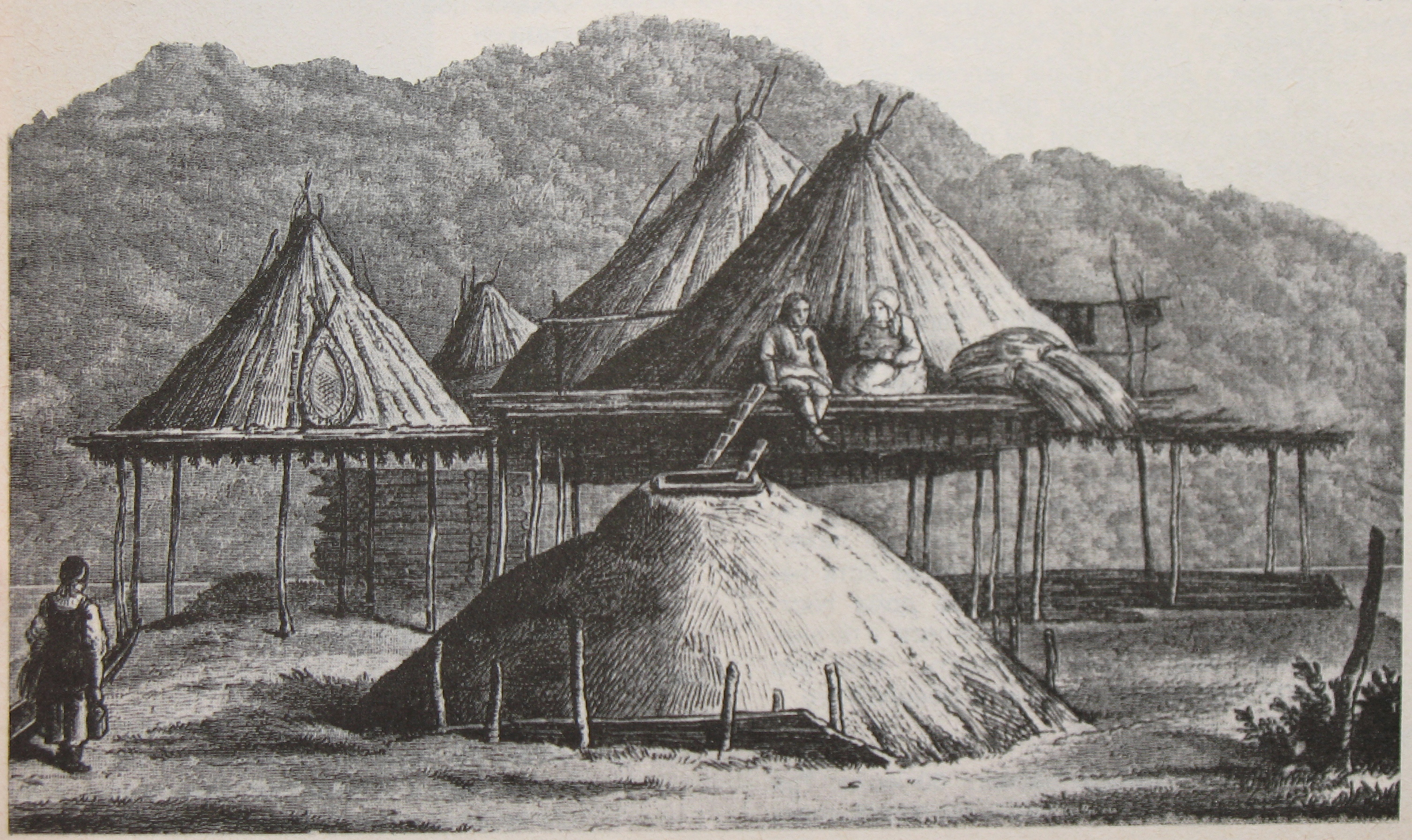
مساكن الشتاء والمساكن الصيفية

يعيش الإيتلمنس في منازل مختلفة خلال فصلي الصيف والشتاء. يتم حفر المنزل الشتوي، في التربة 3–5 قدم (0.91–1.52 م) على شكل مستطيل. ثم تغطى الجدران بالعصي والقش لمنع الرطوبة من اختراق المنزل.
في أشهر الصيف، يعيش لإيتيلمن في منازل مرتفعة تسمى pehm أو pehmy . مع ذوبان الجليد في الصيف، تبدأ أرضيات المنازل الشتوية بالغرق. في أشهر الصيف، تعيش كل أسرة في القرية في منزلها الخاص، بدلاً من تقاسم منزل كبير كما هو الحال في الشتاء. تكون بيوت أشهر الصيف على شكل أهرامات على منصات مرتفعة، مع باب على الجانب الجنوبي والشمالي. تحتوي معظم القرى، بالإضافة إلى منازل الصيف والشتاء، على أكواخ من القش مبنية على الأرض، والتي كانت تستخدم لطهي طعام الكلاب، وغلي الملح من مياه البحر. 

### تقسيم العمل
بشكل عام، تم تقسيم العمل بشكل واضح على أساس الجنس، على الرغم من مشاركة العديد من المهام. عند الصيد، كان الرجال والنساء يجدفون معًا، ولكن الرجال فقط يصطادون بينما تؤدي النساء جميع المهام ذات الصلة مثل تنظيف وتجفيف الأسماك وجمع البيض. في بناء المنزل، كان الرجال يؤدون جميع الأعمال الخشبية والحفر والنجارة بينما تؤدي النساء مهمة تسخين سقف القش وقطع القش بالمنجل العظمي المصنوع من شفرات كتف الدب، تؤدي النساء جميع مهام جمع البذور والتوت والأعشاب النارية التي تستخدم كنوع من أنواع الشاي. يصنعون من العشب الحصير والحقائب والسلال والصناديق للتخزين والنقل. 

### طعام

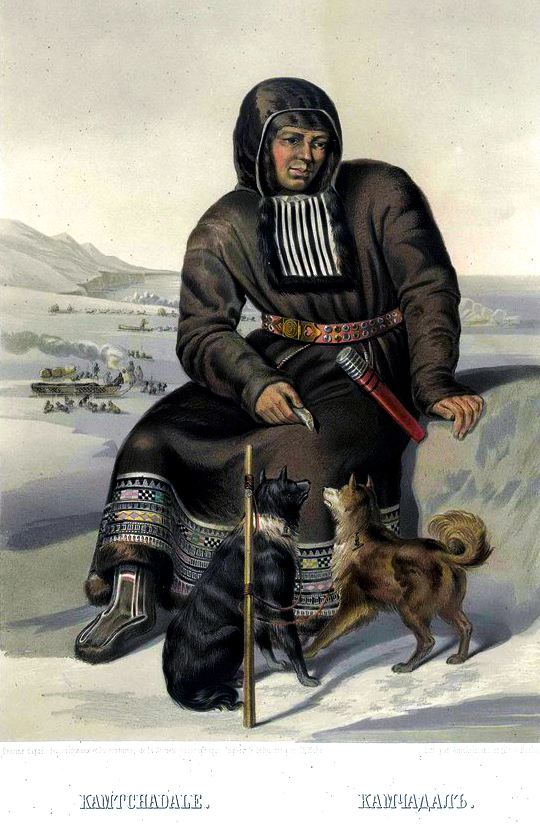
ايلتمن 1862

يتناولون في الغالب نظامًا غذائيًا من الأطعمة الباردة. وكان من العناصر الأساسية الشائعة بيض السمك مع الصفصاف أو لحاء البتولا. الطعام الشائع الذي يأكلونه، السلاجا، وهو عبارة عن هريس مصنوع من السارانا وجوز الصنوبر والأعشاب النارية والجزر الأبيض وجذور البستورت ومختلف أنواع التوت المطبوخة في زيت الفقمة أو الحوت أو زيت السمك. 

### الدين
يعبد الايلتمنس ما يسمى الشامانية ويعني الممارسة الروحية القديمة، والتي كانت منتشرة عند العديد من مجموعات العرقية السيبيرية.

## غزو القوزاق
بدأ فلاديمير أطلسوف بغزو كامتشاتكا في رحلة استطلاعية عام 1695، وشرع بعد ذلك بعام مع 120 رجلاً، لضم المنطقة للروسيا. واستكشاف الكثير من الساحل الغربي وعبروا الجبال إلى الشرق لإخضاع السكان هناك. وبحلول منتصف يوليو 1696، كان قد وصل إلى نهر كامتشاتكا.
وعلى رأس نهر كامتشاتكا، واجهوا عدة مستوطنات إيتلمنس شديدة التحصين. وقد تم الترحيب بهم في البداية من قبل السكان الأصليين، وتلقوا الجزية. وشرعوا في نهب قرى الإيلتمنس. وأول مستوطنة للقوزاق في المنطقة كانت بولشريتسك، التي أسسها أطلسوف في عام 1703.
وتحت حكم أطلسوف، تحالف إيتلمنس مع جيرانهم الشماليين، كورياك، وأحرقوا أطلسوف. ولم تهدأ الثورات حتى إنتشار الجدري عام 1715 في شبه الجزيرة، وفي ذلك الوقت فقد التاج الروسي 5 سنوات من الجزية وأرواح 200 روسي على الأقل.
مع مرور الوقت، تم استيعاب السكان الباقين. بسبب معدلات الانتحار الكبيرة بشكل متزايد، أصدر التاج قانونًا يحظر على السكان الأصليين الانتحار. وظهرت مجموعة كبيرة من السكان المختلطين، الذين كانوا من الأرثوذكس الروس، لكنهم يقلدون الإياتلمنس بشكل واضح في المظهر والعادات.بحلول وصول البعثة الثانية لبيرنج إلى كامتشاتكا، تقلص عدد السكان إلى ما يقرب من 10٪ مما كان عليه قبل وصول القوزاق.

## الديموغرافيا
تم تسجيل عدد سكان إيتلمن بـ 4029 في تعداد عام 1889. وبحلول عام 1959، انخفض هذا العدد إلى 1109، ثم ارتفع إلى 2480 حسب تعداد عام 1989، واعتبارًا من تعداد عام 1989، كان أقل من واحد من كل خمسة من الإيتيلمن يتحدث لغة الإيتيلمن.

## روابط خارجية
- إيتلمن